# Red Newton Wonder (manzana)
Red Newton Wonder es una variedad cultivar de manzano (Malus domestica).
Es una variedad de manzana desporte, clon con más colores que la variedad Newton Wonder. Se originó en un árbol en "Hill Top Farm", Ledbury, Inglaterra. Recibido por el "National Fruit Trials" en 1958. Las frutas tienen una pulpa de textura bastante gruesa, moderadamente jugosa con un sabor subácido. Cocina muy bien.

## Historia
'Red Newton Wonder' es una variedad de manzana desporte con más colores que la variedad Newton Wonder de la que procede. Se originó en un árbol en "Hill Top Farm", Ledbury, Inglaterra (Reino Unido). Recibido por el "National Fruit Trials" en 1958.
'Red Newton Wonder' se cultiva en la National Fruit Collection con el número de accesión: 1958-193 y Accession name: Red Newton Wonder.

## Características
'Red Newton Wonder' tiene un tiempo de floración que comienza a partir del 8 de mayo con el 10% de floración, para el 12 de mayo tiene una floración completa (80%), y para el 18 de mayo tiene un 90% de caída de pétalos.
'Red Newton Wonder' tiene una talla de fruto de grande; forma redondeada, y a veces, redondeados y aplanados; con nervaduras ausentes y corona de débil a media; epidermis brillante y dura, con color de fondo verde amarillo, importancia del sobre color medio, con color del sobre color rojo granate, con sobre color patrón rayado / jaspeado, presentando color rojo granate intenso en la cara expuesta al sol, las lenticelas rojizas están esparcidas al azar por las caras, entremezcladas con puntos de colores claros, "russeting" (pardeamiento áspero superficial que presentan algunas variedades) muy bajo; cáliz de tamaño pequeño y parcialmente abierto, asentado en una cubeta de profundidad media y ancha; pedúnculo es de corto a medio largo y medio grueso, colocado en una cuenca de profundidad media y en forma de embudo que a veces presenta "russeting"; carne de color crema, firme y de grano grueso. Sabor jugoso y ácido.
Su tiempo de recogida de cosecha se inicia a mediados de octubre. Se conserva bien durante más de tres meses en una habitación fresca manteniendo su sabor de forma segura.

## Usos
Si bien es una variedad demasiado agria para comer en fresco, es una buena manzana para cocinar o para hacer jugo. Al cocinar, la manzana se reduce a un puré que se puede agregar a pasteles, tartas o se puede usar como chutney. La manzana produce un sabor fuerte pero ligeramente dulce cuando se cocina y es mejor utilizarla cuando se madura al final de la temporada.

## Ploidismo
Diploide, parcialmente autofértil. Mejora su producción cuando se fertiliza con polen de Grupo de polinización: D, Día 14.